# Jörg Albrecht (Politiker)
Jörg Albrecht (* 23. Oktober 1968 in Heidelberg) ist ein deutscher Kommunalpolitiker (CDU) und Sportfunktionär. Er war von 2012 bis 2024 Oberbürgermeister von Sinsheim. Zuvor war er von 2001 bis 2012 Bürgermeister von Mauer. Seit 2024 ist er Präsident der TSG 1899 Hoffenheim.

## Leben
Albrecht besuchte in Sandhausen die Hauptschule und erlangte danach an einer kaufmännischen Berufsfachschule in Heidelberg 1986 die Mittlere Reife. Anschließend absolvierte er bei der Universität Heidelberg eine Ausbildung im mittleren nichttechnischen Verwaltungsdienst. Danach besuchte Albrecht das Berufskolleg Heidelberg, das er mit der Fachhochschulreife abschloss. Von 1990 bis 1994 absolvierte er ein Studium an der  Fachhochschule für öffentliche Verwaltung Kehl zum Diplom-Verwaltungswirt (FH). Danach war er bis 1999 Sachbearbeiter beim Landratsamt des Rhein-Neckar-Kreises und bis 2001 Kämmerer der Stadt Rauenberg.
2001 wurde der damals noch parteilose Albrecht zum Bürgermeister der Gemeinde Mauer gewählt und 2009 wiedergewählt. 2012 kandidierte er als Nachfolger von Rolf Geinert, der nicht mehr angetreten war, für das Amt des Oberbürgermeisters der Großen Kreisstadt Sinsheim und setzte sich im ersten Wahlgang mit 77,2 Prozent durch. Später trat er der CDU bei. 2020 wurde Albrecht wiedergewählt. Am 31. August 2024 legte er sein Amt als Oberbürgermeister vorzeitig nieder. Zu seinem Abschied wurde ihm die Karl-Wilhelmi-Ehrenmünze der Stadt Sinsheim verliehen. Im Amt das Oberbürgermeisters folgte ihm Marco Siesing (CDU) nach.
Seit der Kommunalwahl im Mai 2014 ist Albrecht auch Mitglied des Kreistages des Rhein-Neckar-Kreises.
Seit 1. September 2024 ist Albrecht 1. Vorsitzender von Anpfiff ins Leben. Anpfiff ins Leben wurde 2001 von Dietmar Hopp und Anton Nagl gegründet und betreibt Jugendsportförderung und ist in der Vereinsberatung aktiv.
Am 2. September 2024 wurde Albrecht zum Ersten Vorsitzenden des TSG 1899 Hoffenheim e. V. gewählt.
Albrecht ist verheiratet und hat zwei Töchter.